# Meena Kumari
Pour les articles homonymes, voir Kumari.
Meena Kumari, (मीना कुमारी, née le 1er août 1933, morte le 31 mars 1972), de son nom de naissance  Mahjabeen Bano (माहजबीं बानो), est une actrice de cinéma et une poétesse indienne . Au cours d'une carrière de 30 ans, commencée jeune, elle a joué dans plus de quatre-vingt films, dont plusieurs sont considérées aujourd’hui comme des classiques ou des films culte. Avec ses contemporaines Nargis et Madhubala, elle est considérée comme l'une des plus importantes actrices hindi.
Kumari a acquis sa notoriété dans des rôles souvent tragiques, et ses interprétations ont été remarquées. Comme l’un de ses rôles les plus connus, Chhoti Bahu, dans Sahib Bibi Aur Ghulam (1962), Kumari est devenue dépendante de l'alcool. Sa vie et sa carrière ont été marquées par l'abus d'alcool, par des relations difficiles, et par une détérioration progressive de sa santé. Elle est décédée d'une cirrhose en 1972. Ses rôles et sa vie réelle lui ont valu le titre de Reine de la tragédie (The Queen of Sorrow, ou The Tragedy Queen).

## Biographie
Meena Kumari est la fille d’un père musicien. Celui-ci, confronté à une situation financière souvent difficile, fait jouer très vite des rôles cinématographiques à ses trois filles. À sept ans, Meena Kumari commence à participer à des films. En 1952, elle s’extrait véritablement  de cette posture d’acteur-enfant avec son rôle dans Baiju Bawra, un succès énorme   qui lui vaut un Filmfare Awards de la meilleure actrice en 1954. La légende veut que deux ans plus tôt, en feuilletant un magazine de cinéma, âgée à peine de 18 ans, elle ait remarqué la photo d’un écrivain et réalisateur, Kamal Amrohi, de quatorze ans son aîné. Ils se côtoient sur les plateaux d’un film, Daera, où elle interprète  le premier rôle féminin, un rôle de jeune femme mariée à un vieillard. Le 14 février 1952, tel un conte de fées, ils se marient. Elle est sa troisième épouse.
Par ce mariage, Meena Kumari espérait se libérer  du contrôle de son père, d’autant, qu’au fil des années, sa notoriété et son succès en tant qu’actrice augmentent sans cesse, avec des films comme Parineeta (1953), Sharada (1957) et Chirag Kahan Roshni Kahan (1959). Mais  son mari lui impose des contraintes et règles très strictes. Elle peut continuer à exercer comme actrice, mais elle doit impérativement être de retour au domicile familial à six ou sept heures du soir. Elle est escortée en permanence. Son époux ne veut pas  non plus répondre à son désir d’enfant. Elle s’occupe par contre avec beaucoup d’affection des trois enfants issus des précédents mariages d’Amrohi.
En 1964, Meena Kumari divorce. Mais, à peine libre, elle s’enfonce progressivement dans une dépendance à l’alcool, à partir d’un remède qui lui a été proposé au départ pour mieux dormir, un petit verre de cognac de temps en temps. Elle multiplie des relations sans grande suite avec des hommes qui souvent ne cherchent à profiter que de sa gloire. En 1969, elle est sollicitée par un autre couple célèbre du milieu cinématographique indien, Sunil Dutt et Nargis,  pour reprendre le tournage de Pakeezah.
Pakeezah est un projet  de film de Kamal Amrohi, la « grande ambition de sa vie », qu’il a cherché à faire aboutir durant  14 ans, et qui a été abandonné lorsque le couple s’est séparé. Quand il a montré les rushes du film aux acteurs Sunil Dutt et Nargis, ils sont conquis et réussissent à convaincre Meena Kumari de participer à nouveau à ce projet. Elle accepte, mais son état de santé se détériore rapidement. Son visage y est lunaire.  Elle est à peine capable de terminer le tournage. Celle qui a été surnommée, pour ses interprétations et pour sa vie, La Reine de la tragédie,  meurt à 39 ans, trois semaines après la sortie du film.

## Filmographie
- Leatherface (1939)
- Ek Hi Bhool (1940)
- Pooja (1940)
- Bahen (1941) (ou Baby Meena) .... Bina
- Kasauti (1941)
- Nai Roshni (1941)
- Garib (1942)
- Pratiggya (1943)
- Lal Haveli (1944)
- Bachchon Ka Khel (1946)
- Duniya Ek Sarai (1946)
- Piya Ghar Aaja (1947)
- Bichchade Balam (1948)
- Veer Ghatotkach (1949) .... Surekha
- Anmol Ratan (1950)
- Hamara Ghar (1950)
- Magroor (1950)
- Shri Ganesh Mahima (1950)
- Hanumaan Pataal Vijay (1951)
- Lakshmi Narayan (1951)
- Madhosh (1951) .... Soni
- Sanam (1951)
- Aladdin Aur Jadui Chirag (1952)
- Baiju Bawra (1952) .... Gauri
- Tamasha (1952) .... Kiran
- Daera (1953) .... Sheetal
- Dana Paani (1953)
- Do Bigha Zamin (1953) .... Thakurain
- Foot Path (1953) .... Mala
- Naulakha Haar (1953) .... Bijma
- Parineeta (1953) .... Lalita
- Baadbaan (1954)
- Chandni Chowk (1954) .... Zarina
- Ilzam (1954)
- Adl-E-Jahangir (1955)
- Azaad (1955) .... Shobha
- Bandish (1955) .... Usha Sen
- Rukhsana (1955)
- Bandhan (1956)
- Ek-Hi-Rasta (1956) .... Malti
- Halaku (1956) .... Niloufer Nadir
- Mem Sahib (1956) .... Meena
- Naya Andaz (1956)
- Shatranj (1956)
- Miss Mary (1957) .... Miss Mary/Laxmi
- Sharada (1957) .... Sharada Ram Sharan
- Farishta (1958)
- Sahara (1958) .... Leela
- Savera (1958)
- Yahudi (1958) .... Hannah
- Ardhangini (1959) .... Chhaya
- Chand (1959)
- Char Dil Char Rahen (1959) .... Chavli
- Chirag Kahan Roshni Kahan (1959) .... Ratna
- Jagir (1959)
- Madhu (1959)
- Satta Bazaar (1959) .... Jamuna
- Shararat (1959)
- Bahaana (1960)
- Dil Apna Aur Preet Parai (1960) .... Karuna
- Kohinoor (1960)
- Bhabhi Ki Chudiyan (1961) .... Geeta, Shyam's wife
- Pyaar Ka Saagar (1961) .... Radha/Rani B. Gupta
- Zindagi Aur Khwab (1961) .... Shanti
- Aarti (1962) .... Aarti Gupta
- Main Chup Rahungi (1962) .... Gayatri
- Sahib Bibi Aur Ghulam (1962) .... Chhoti Bahu
- Akeli Mat Jaiyo (1963)  Seema
- Dil Ek Mandir (1963) .... Sita
- Kinare Kinare (1963)
- Maain Bhi Ladki Hun (1964) .... Rajni
- Benazir (1964) .... Benazir
- Chitralekha (1964) .... Chitralekha
- Gazal (1964) .... Naaz Ara Begum
- Sanjh Aur Savera (1964) .... Gauri
- Bheegi Raat (1965)
- Jadui Angoothi (1965)
- Kaajal (1965) .... Madhavi
- Purnima (1965) .... Purnima V. Lal
- Phool Aur Patthar (1966) .... Shanti Devi
- Pinjre Ke Panchhi (1966) .... Heena Sharma
- Bahu Begum (1967) .... Zeenat Jahan Begum
- Chandan Ka Palna (1967) .... Shobha Rai
- Majhli Didi (1967) .... Hemangini 'Hema'
- Noorjehan (1967)
- Abhilasha (1968) .... Mrs. Meena Singh
- Baharon Ki Manzil (1968) .... Nanda S. Roy/Radha Shukla
- Jawab (1970) .... Vidya
- Saat Phere (1970)
- Dushmun (1971) .... Malti R. Din
- Mere Apne (1971) .... Anandi Devi/Auaji (Aunt)
- Pakeezah (1972) .... Nargis/Sahibjaan
- Gomti Ke Kinare (1972) .... Ganga